# 田能村竹田

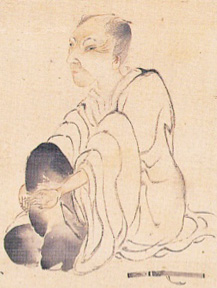
田能村竹田自画像　絹本墨画淡彩

田能村 竹田（たのむら ちくでん、安永6年6月10日（1777年7月14日） - 天保6年8月29日（1835年10月20日））は、江戸時代後期の南画（文人画）家。
幼名は磯吉、後に玄乗、行蔵。名は孝憲。字は君彜（くんい）。通称は行蔵。別号は九畳仙史・竹田老圃・竹田邨民・秋心・随縁居士・九峯無戒衲子・紅荳詞人・田舎児・藍水狂客・三我主人・西野小隠・秋声館主人など。更に斎号（居室の名）に竹田荘・補拙廬・雪月書堂・対翠書楼など多数。

## 略歴

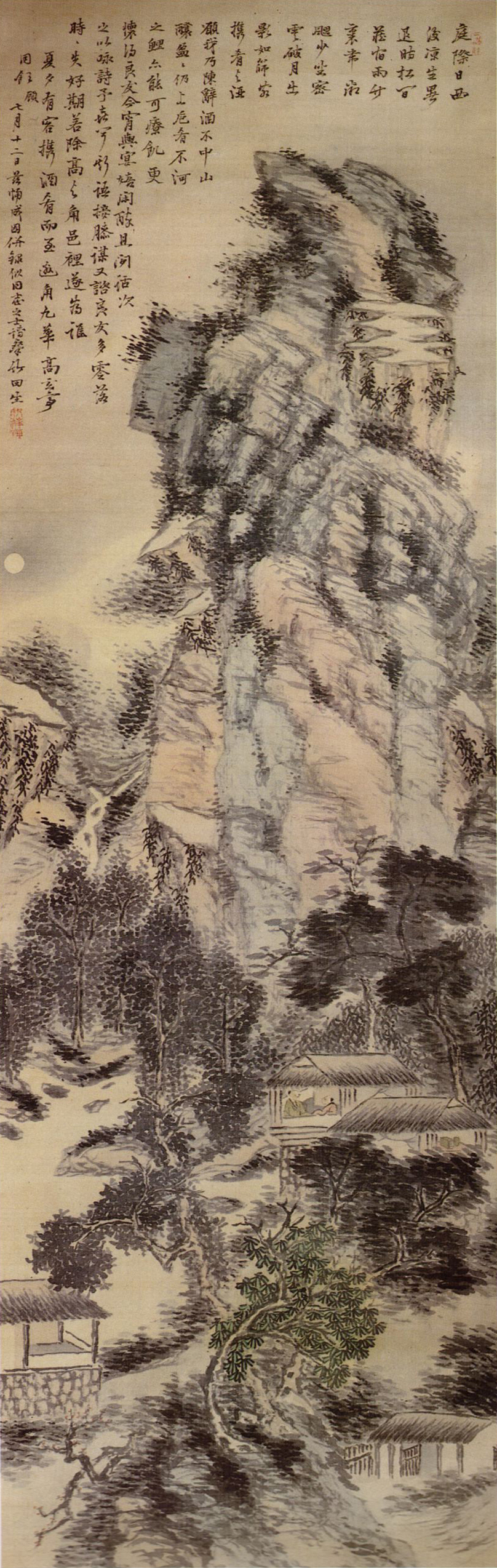
涼月談心図 絹本墨画淡彩

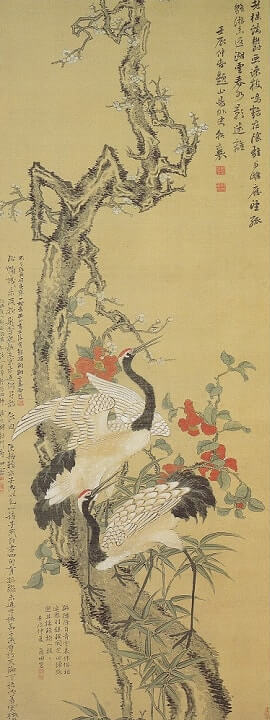
歳寒三友双鶴図

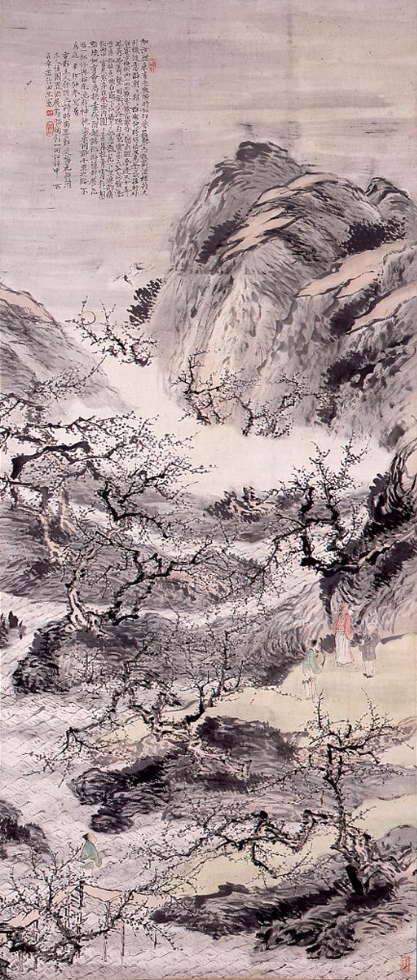
暗香疎影図

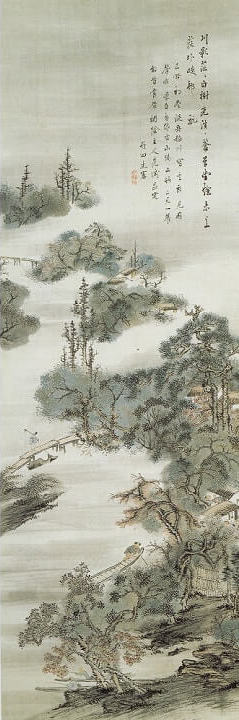
稲川舟遊図

豊後国直入郡竹田村（今の竹田市）の岡藩儒医田能村碩庵の次男として生まれる。母は水島氏。禄高12人扶持であったがこれは武士の中ではかなり低く、更に藩の財政難で実際はこの6割程度しか俸禄を得られなかった。この為竹田は生涯にわたり生活資金の工面に苦労させられることになる。6歳で素読を始め、11歳で藩校由学館で入学。成績は極めて優秀だった。その詩才を見抜いた師の唐橋君山は詩文結社竹田社・米船社の同人に迎えた。翌年、宿痾となった耳病と眼疾を発病する。
寛政6年（1794年）、18歳のときに母と兄を亡くし、翌年田能村家の嫡男となり藩主にまみえた。20歳頃より淵上旭江門の地元画家に画を学び、君山の紹介で江戸の谷文晁に現在でいう通信教育まで受けている。22歳のとき由学館に儒員として出仕し最終的には頭取に出立している。医業を辞めて学問に専心することとなり、幕命により『豊後国志』の編纂に携わった。
享和元年（1801年）、編纂事業準備のため江戸に下向。その途次大坂の木村蒹葭堂を訪ね、江戸ではかねてより文通のあった谷文晁を訪問。文化2年（1805年）眼病の治療と儒学を学ぶため、途中博多、長崎、熊本、小倉、下関に立ち寄り京都へ約2年間遊学。その間村瀬栲亭に入門。大坂では浦上玉堂や岡田米山人・上田秋成らと知遇を得る。文化8年（1811年）、生玉の持明院で頼山陽と邂逅、以来親交を深める。またこの年秋には紀州にて野呂介石にも画法を指南されている。
文化8年は専売制度に反対して藩内に農民一揆が発生。竹田は農民救済・学問振興を含めた藩政改革を要求する建言書を藩に2度提出したが受け入れられず、病気療養の必要もあり文化9年（1812年）辞表を提出。翌年致仕は認められ、37歳で隠居となるが、休息料として名目上2人扶持の俸給を与えられており、周囲の竹田への信頼を物語る。それ以後豊後と京阪との間を行き来しながら、頼山陽をはじめ岡田半江・浦上春琴・菅茶山・青木木米など笑社の文人たちと交流を持つ。文政9年(1825年)、50歳で長崎に遊歴。来舶清人や長崎派の画家から中国絵画の技法を学ぶ。天保6年（1835年）夏、大坂の藩邸で亡くなった。享年59。画の弟子に高橋草坪や帆足杏雨・田能村直入（養継子）などがいる。大正13年（1924年）、従五位を追贈された。
竹田は筆まめで多くの著作を著している。とりわけ『山中人饒舌』は日本の文人画史・画論として当時から広く読まれ、『屠赤瑣瑣録』では文事や文人趣味などを知る上での資料価値が高い。また『竹田荘師友画録』は師友となった104名の人物評伝を掲載している。
竹田は元末四大家や宋代の米友仁を敬慕。多くの人物との交流から様々な画風を学んだことで山水図・人物図・花鳥図とその画域を広げ、写実を通して文人画のエッセンスともいうべき写意を表現した。晩年は繊細で味わい深い画境に到達し旺盛に創作をした。
現在、竹田の作品は、出光美術館に約200点、大分市美術館に45点、竹田市歴史資料館に10点をはじめ、日本各地の24カ所の美術館・博物館に所蔵されている。

## 代表作

### 重要文化財指定作品
- 花卉図（大分市美術館）6幅 紙本墨画淡彩 1808年
- 四季花鳥図（大分市美術館）4幅対 絹本著色 1809年
- 雁来紅群雀図（大分市美術館）1幅 絹本著色 1813年
- 芙蓉残雪図（富士図）（大分市美術館）1幅 絹本著色 1819年
- 白鶴図（大分市美術館）2幅 絹本著色1822年
- 月下芦雁図（大分市美術館）六曲一隻  紙本墨画 1823年
- 梅花書屋図及題詩（大分市美術館）双幅 紙本墨画淡彩 1824年
- 秋景山水図（大分市美術館）4面（旧違棚地袋小襖）紙本墨画淡彩 1828年
- 渓荘趁約図（大分市美術館）1幅 絹本墨画 1828年
- 柳陰捕魚図（大分市美術館）1幅 絹本著色 1828年頃
- 船窓小戯帖（個人蔵）1帖 紙本淡彩 1829年
- 稲川舟遊図（大分県立美術館）1幅 紙本淡彩 1829年
- 冬籠図（大分市美術館）1幅 紙本淡彩 1826～30年
- 君子延年図（大分市美術館）1幅 紙本淡彩 文政末年頃
- 松鶴図（白鶴図）（大分市美術館）4面（旧違棚地袋小襖）絹本著色 天保期
- 騎馬武者図（大分市美術館）1幅 天保期
- 亦復一楽帖（寧楽美術館）1帖全13図 紙本淡彩 1830年
- 歳寒三友双鶴図（個人蔵、大分県立美術館寄託）1幅 絹本著色 1831年
- 暗香疎影図（大分市美術館）1幅 紙本淡彩 1831年
- 桃花流水図（大分市美術館）1幅 紙本淡彩 1832年
- 曲渓複嶺図及題詩（大分市美術館）双幅 紙本淡彩・墨書 1832年
- 秋渓間適図（大分市美術館）1幅 紙本淡彩 1832年
- 松巒古寺図（東京国立博物館）紙本淡彩 1833年
- 梅花書屋図（出光美術館）1幅 紙本著色 1832年
- 盆卉図（大分市美術館）紙本淡彩 1833年
- 澗道石門図（大分市美術館）1幅 絹本著色 1834年
- 浄土寺図（大分市美術館）1幅  紙本淡彩 1834年
- 漁樵問答図（大分市美術館）1幅 絹本淡彩 1834年
- 秋渓趁約図（大分市美術館）1幅 紙本墨画淡彩 1834年

※ 上記のうち大分市美術館所蔵分は、「田能村竹田関係資料（帆足家伝来）」の名称で絵画23件、書跡3件が一括して重要文化財に指定されている。

### その他
- 煙霞帖（京都国立博物館）重要美術品 絖本著色 1811年
- 金箋春秋山水図屏風（白鶴美術館）六曲一双 紙本金箋淡彩 1823年
- 軽舟読画図（個人蔵）重要美術品
- 松溪載鶴図（出光美術館）重要美術品  紙本墨画淡彩 1832年
- 松溪聴泉図（出光美術館）重要美術品 1834年

## 著作
- 『山中人饒舌』
- 『竹田荘師友画録』
- 『屠赤瑣瑣録』
- 『陪駕日記』
- 『暫遊日記』
- 『花竹幽牕の記』
- 『葉のうらの記』
- 『黄築紀行』
- 『竹田荘詩話』
- 『百活矣』
- 『瓶花論』
- 『填詞圖譜』

作品画像（以下の作品はいずれも大分市美術館蔵「田能村竹田関係資料」（重要文化財）のうち）

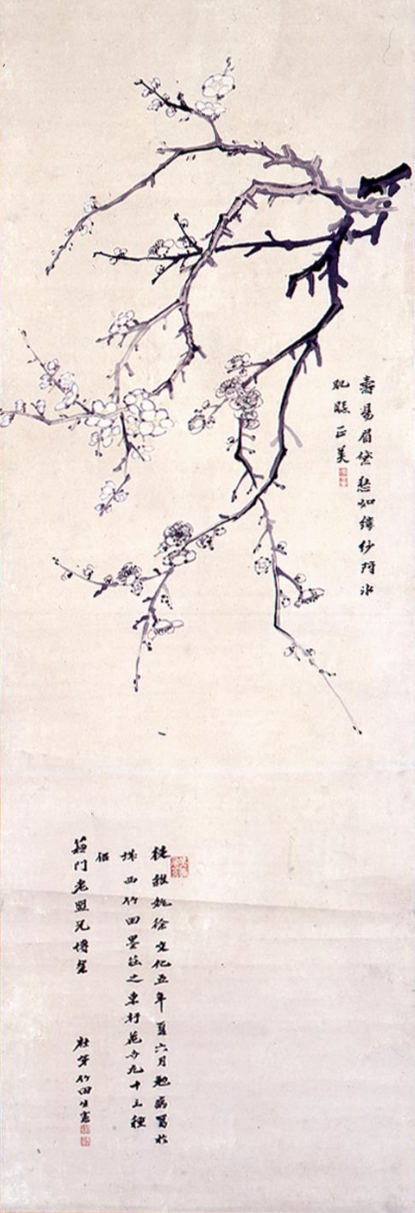
花卉図（6幅のうち白梅図）1808年
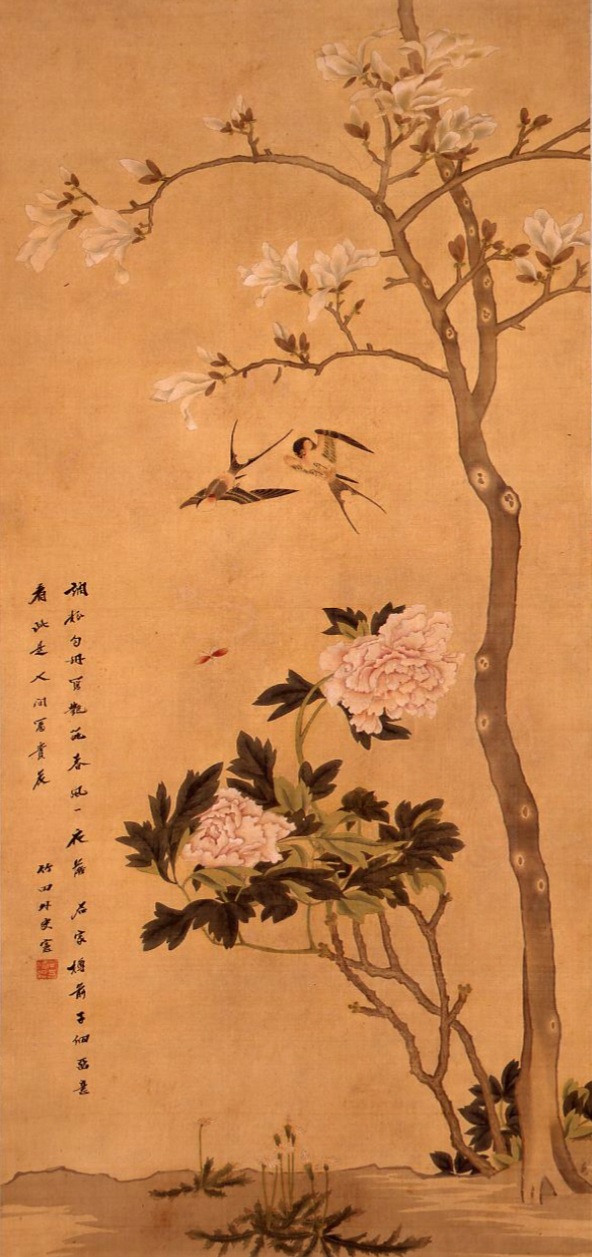
四季花鳥図（春）1809年
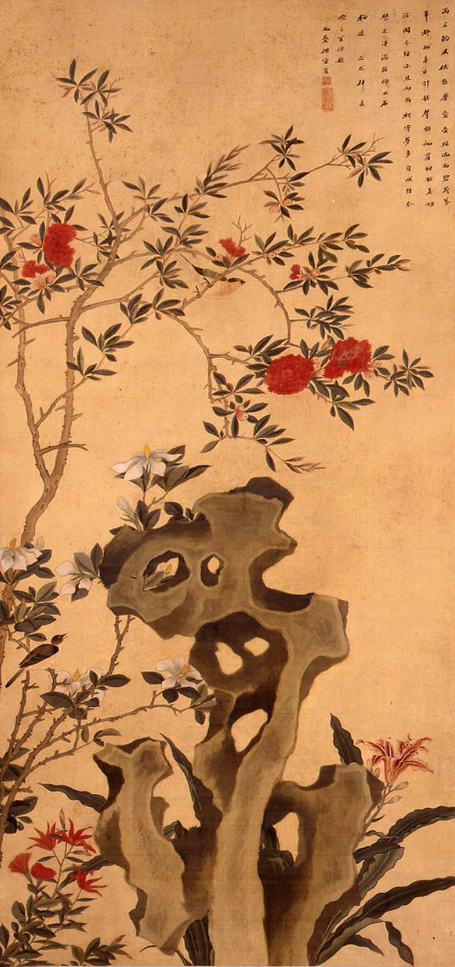
四季花鳥図（夏）
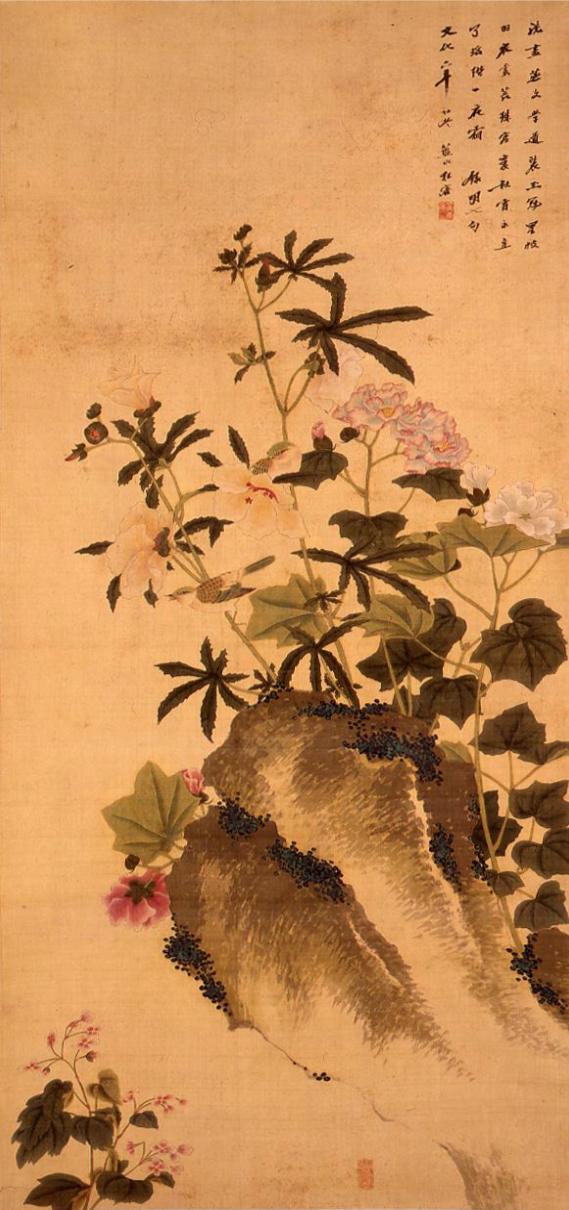
四季花鳥図（秋）
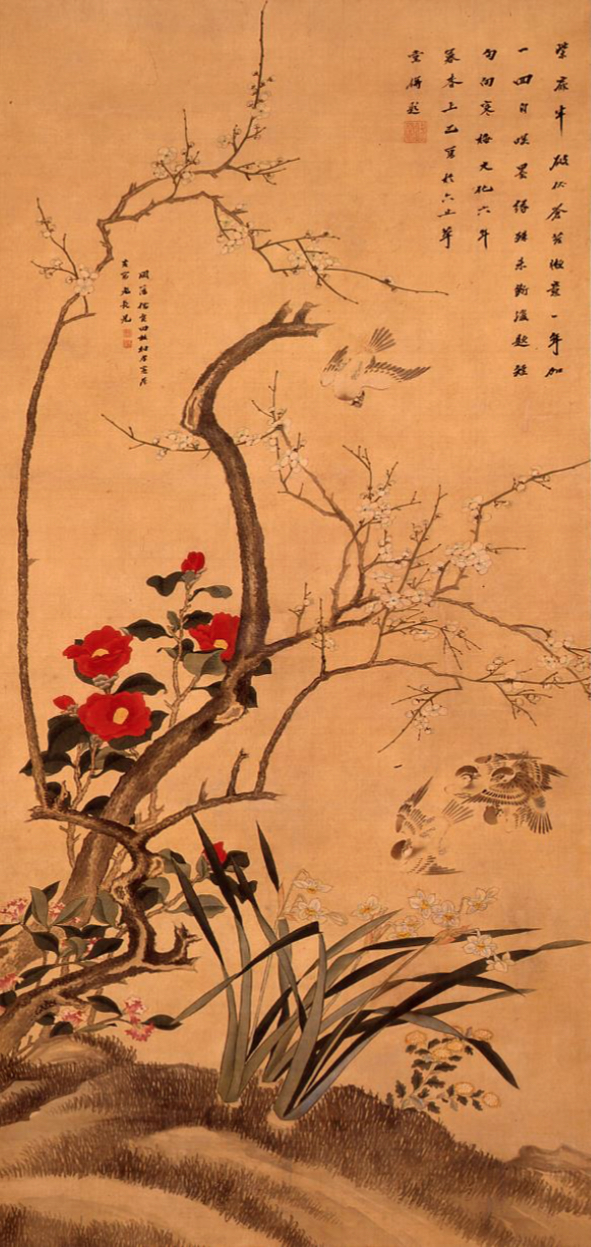
四季花鳥図（冬）
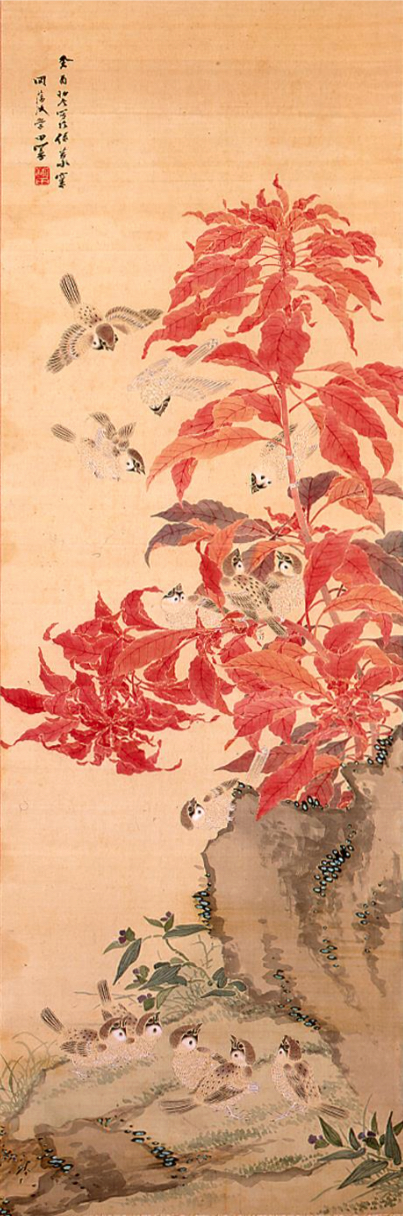
雁来紅群雀図 1813年
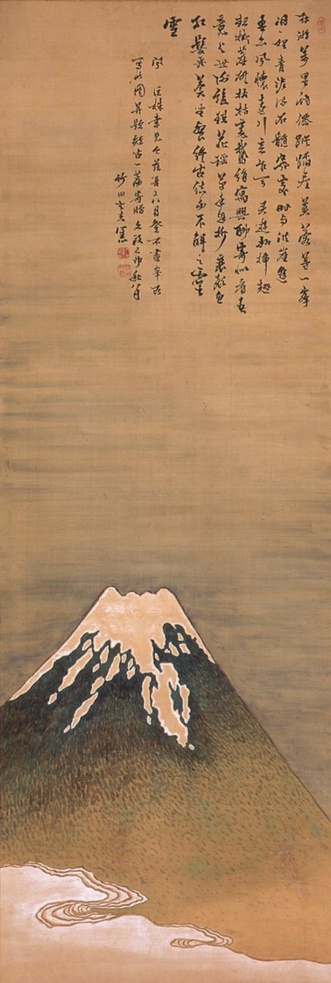
富士図 1819年
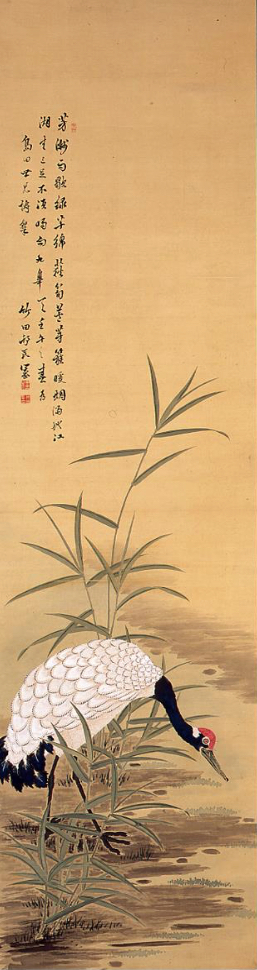
白鶴図 1822年
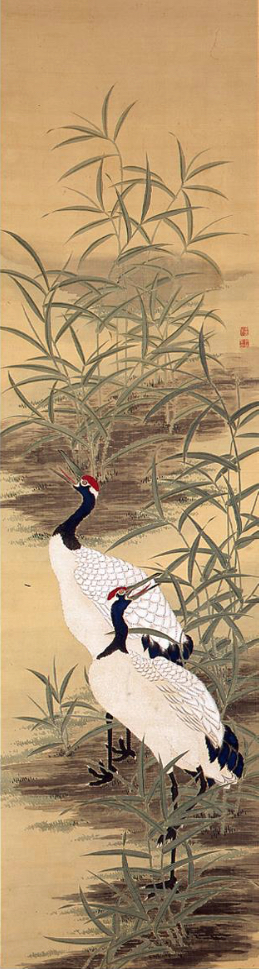
白鶴図 1822年
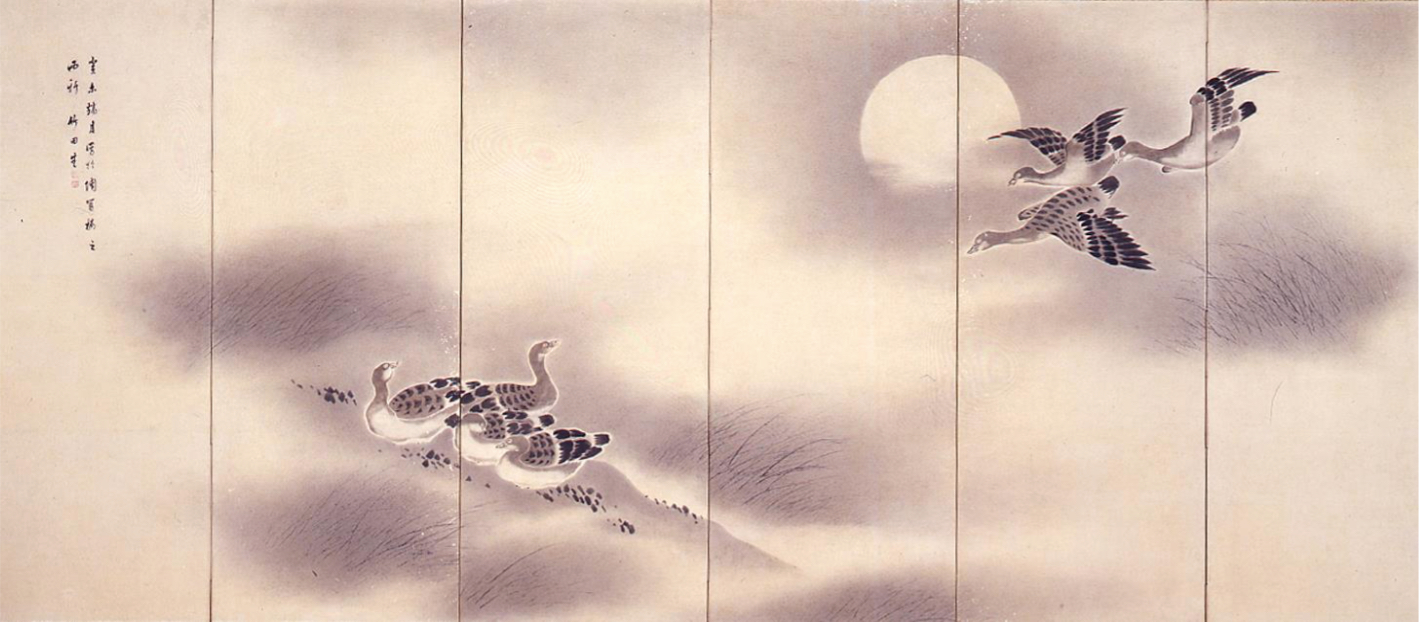
月下芦雁図屏風 1823年
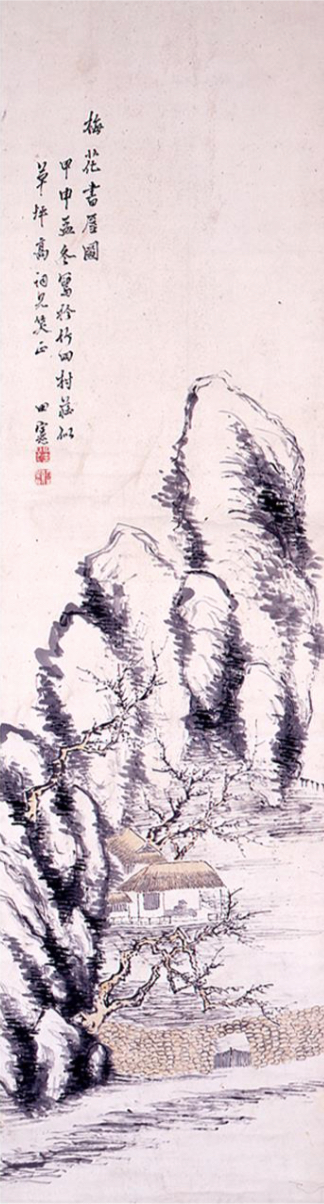
梅花書屋図 1824年
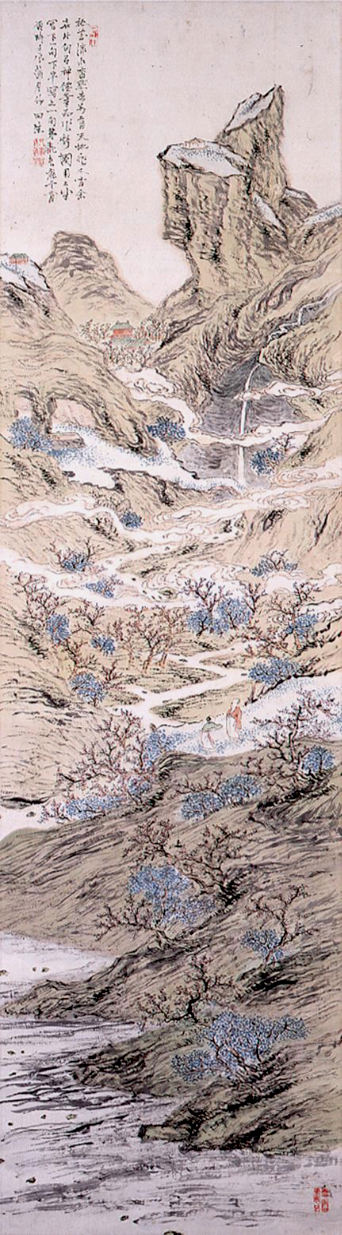
桃花流水図 1832年